# Zhu Shijie
Zhu Shijie  (chinês: 朱世傑 / 朱世杰, Zhū Shìjié, Wade-Giles: Chu Shih-Chieh; Yan-shan, perto de Pequim, cerca de 1260 — cerca de 1320) foi um dos mais importantes matemáticos da China durante a Dinastia Yuan.
Pouco se sabe sobre sua vida mas dois de seus trabalhos matemáticos são conhecidos: Introdução ao Estudo da Matemática (算學啟蒙 / Suanxue qimeng), escrito em 1299, é um livro sobre a matemática elementar com quatro problemas ilustrativos para explicar operações de aritmética e álgebra e 284 problemas como exercícios. O livro foi usado como livro didático no Japão e na Coreia e exerceu importante influência sobre o desenvolvimento da matemática no Japão. O original em chinês ficou perdido mas foi reconstruído em 1839 através de um edição coreana de 1660.
O segundo livro, O Precioso Espelho dos Quatro Elementos (四元玉鑒 / Siyuan yujian), escrito em 1303 e considerado a sua obra mais importante, apresenta entre outros um método de resolução de
equações por aproximações sucessivas, cálculos de raízes quadradas e traz figuras de triângulos, conhecidos hoje por Triângulo de Pascal.